# Baby, Come to Me
Baby, Come to Me è un brano musicale scritto da Rod Temperton e interpretato da Patti Austin e James Ingram. Il brano è stato pubblicato come singolo nel 1982, estratto dall'album Every Home Should Have One di Patti Austin.

## Tracce
- 7"

1. Baby, Come to Me
2. Solero